# Glyphembia amberica
Glyphembia amberica är en insektsart som beskrevs av Ross 2003. Glyphembia amberica ingår i släktet Glyphembia och familjen Anisembiidae. Inga underarter finns listade i Catalogue of Life.